# Valeria Grosu
Valeria Grosu (n. 22 iunie 1950, Sofia, raionul Drochia, RSS Moldovenească, URSS – d. 27 iunie 2012) a fost o poetă și eseistă din Republica Moldova. A fost autoare a mai multor poezii, eseuri, traduceri și proză pentru copii.
A studiat la Facultatea de Jurnalistică a Universității de Stat din Moldova în 1968–1971, după care și-a continuat studiile la Institutul de Literatură „Maxim Gorki”⁠(d) din Moscova din 1974. După 1979, a rămas la aceeași universitate să facă doctorantura. La Moscova, primește titlul de Magister Scientiarum în literatură.
A colaborat la revistele Sud-Est, Basarabia, Columna, Glasul și la publicația Curierul românesc. A fost corespondentă la ziarul Tinerimea Moldovei. De asemenea, a fost coordonator de programe la Fundația Soros din Moldova, cât și membră și secretar al filialei moldovenești a asociației internaționale de scriitori PEN International. A lucrat ca șef adjunct al Departamentului pentru Relații Internationale și Imagine la Ministerul Culturii.
Valeria Grosu a debutat în 1975 în culegerea Dintre sute de catarge. În 1991 scoate la editura «Советский писатель» volumul de poezie Капканы памяти (din rusă Capcanele memoriei). Alte volume scrise de ea includ:
- Chip și suflet (poezie, 1979)
- Căsuța de miere (poezie pentru copii, 1982)
- Ninsori cu privighetori (poezie, 1988)
- Mărul de aur
- Schimbarea la față (poezie, 1990)
- Miere eretică (2002[4])

Valeria Grosu este considerată o reprezentantă notorie a generației „optzeciste”, cultivând o poezie meditativ-raționalistă, oscilând între vizionarism și consemnarea narativă. Atingea teme existențiale general-valabile. Despre creația sa, poetul Emilian Galaicu-Păun remarca următoarele:
„Deliberat ascetică, dar înzestrată cu o imaginație înflăcărată, poezia Valeriei Grosu seamănă izbitor cu une religieuse care visează să fie arsă pe rug pentru erezie în timp ce-și face rugăciunea de seară. Spectacolul textului începe în momentul în care autodafeul autoimpus s-a consumat — fire delicată, poeta cruță sensibilitatea cititorului, deși fiecare gest al său trădează o „caznă nouă” (cu câteva excepții notorii, cum ar fi acest început de Ars poetica: „Dând cu capul în zid, pentru a ne trezi/ Într-un vis înșelător ca mâna caldă a unui asasin...”) —; cenușa poemului („Miercurea îmi ard manuscrisele...”, chiar așa debutează „Îngerul de miercuri”), caldă încă de temperatura corpului uman, constituie dovada supremă a arderii de tot a creatorului.”
A fost membră a Uniunii Scriitorilor din Moldova, din 1985. În 2002, a primit Premiul Uniunii Scriitorilor.
A decedat subit la 27 iunie 2012 și a fost înmormântată în satul său natal, Sofia.